# Блази, Роза
Роза Блази (англ. Rosa Blasi; род. 19 декабря 1972, Чикаго, Иллинойс) — американская актриса.

## Биография
Роза Блази родилась 19 декабря 1972 года в Чикаго, штат Иллинойс, США. В 5 лет Роза начала посещать уроки танцев и игры на фортепиано.
В 1996 году она впервые появилась на телевидении. Снимается в основном в телесериалах. С 2000 по 2006 год играла в сериале «Сильное лекарство».
С 2013 по 2018 год снималась в сериале «Грозная семейка».

## Личная жизнь
В 2004—2008 года Роза была замужем за футболистом Джимом Финном (род. 1976). У бывших супругов есть дочь — Кайя Джейн Финн (род. 20.09.2006).
С 3 мая 2014 года Роза замужем во второй раз за ипотечным банкиром Тоддом Уильямом Харрисом, с которым она встречалась 16 месяцев до их свадьбы.

## Фильмография
| Год       |     | Русское название                  | Оригинальное название    | Роль                   |
| --------- | --- | --------------------------------- | ------------------------ | ---------------------- |
| 1996      | с   | Прилив                            | High Tide                | девушка                |
| 1997      | с   | Женаты… с детьми                  | Married… with Children   | женщина №1             |
| 1997      | с   | Потеря на Земле                   | Lost on Earth            | Даун                   |
| 1997      | с   | Хитц                              | Hitz                     | Эйприл Бин             |
| 1998      | с   | Держа малыша                      | Holding the Baby         | Венди                  |
| 1998      | с   | Фрейзер                           | Frasier                  | официантка             |
| 1998      | с   | Беккер                            | Becker                   | Кармен                 |
| 1998      | с   | Каролин в городе                  | Caroline in the City     | Лана                   |
| 1999      | с   | Беверли-Хиллз, 90210              | Beverly Hills, 90210     | Клара Ковингтон        |
| 1999      | с   | Сыновья грома                     | Sons of Thunder          | Марита Кортес          |
| 1999      | с   | Взрослые                          | Grown Ups                | Карла                  |
| 1999      | тф  | Авалон: Подводная миссия          | Avalon: Beyond the Abyss | Каролина Маркес        |
| 1999      | с   | Шоу Дрю Кэри                      | The Drew Carey Show      | Исабель                |
| 2000      | с   | Девушки с характером              | V.I.P.                   | Кассандра              |
| 2000      | тф  |                                   | Noriega: God's Favorite  | Викки Амадор           |
| 2000—2006 | с   | Сильное лекарство                 | Strong Medicine          | доктор Луиза Дельгадо  |
| 2001      | с   |                                   | Rendez-View              | ведущая                |
| 2004      | кор |                                   | Making Changes           | Диана                  |
| 2004      | ф   | Проклятие                         | The Grudge               | Мария Кёрк             |
| 2005      | с   | C.S.I.: Место преступления Майами | CSI: Miami               | Анна Гарсиа            |
| 2006      | тф  |                                   | Inseparable              | женщина                |
| 2007      | с   | Восемь дней на неделе             | Eight Days a Week        | Рэнди                  |
| 2007      | ф   | Кулак воина                       | Lesser of Three Evils    | женщина в черном       |
| 2009      | кор | Друзья Дороти                     | Friends of Dorothy       | Кэмерон Лагарес        |
| 2009      | с   | Мелроуз Плейс                     | Melrose Place            | Николетт Сэрлинг       |
| 2009—2012 | с   | Добиться или сломаться            | Make It or Break It      | Ронни Крус             |
| 2010      | с   | Одинокая звезда                   | Lone Star                | Блейк                  |
| 2010      | с   | Американский папаша!              | American Dad!            | озвучивание            |
| 2010      | с   | Главный госпиталь                 | General Hospital         | Фернанда               |
| 2010      | тф  | Следующая остановка убийство      | Next Stop Murder         | Хизер                  |
| 2010—2011 | с   | Вся правда                        | The Whole Truth          | Дэнни                  |
| 2011      | с   | Мистер Саншайн                    | Mr. Sunshine             | Джессика               |
| 2012      | с   | Красотки в Кливленде              | Hot in Cleveland         | Джессика               |
| 2012      | тф  | Подростки — грабители банков      | Teenage Bank Heist       | агент Кристина Мендоса |
| 2013      | с   | Второй Выстрел                    | Second Shot              | Джулия Ривас           |
| 2013—2018 | с   | Грозная семейка                   | The Thundermans          | Барб Сандермен         |
| 2014      | с   | Призраки дома Хатэвэй             | Haunted Hathaways        | Барб Сандермен         |
| 2017      | тф  | Рождественская принцесса          | Christmas Princess       | Сара                   |
| 2018      | с   | Американская семейка              | Modern Family            | Флоренс                |
| 2019—2020 | с   | Команда Кейли                     | Team Kaylie              | Кит                    |
| 2020      | ф   | Зловещий сталкер                  | Sinister Stalker         | Иззи                   |
| 2024      | ф   | Возвращение грозной семейки       | The Thundermans Return   | Барб Сандермен         |

## Награды и номинации
| Год  | Награда             | Категория                                          | Работа              | Результат |
| ---- | ------------------- | -------------------------------------------------- | ------------------- | --------- |
| 2002 | ALMA                | Лучшая актриса телесериала                         | «Сильное лекарство» | Номинация |
| 2004 | Imagen Award        | Лучшая актриса в телевизионной драме               | «Сильное лекарство» | Победа    |
| 2005 | Imagen Award        | Лучшая актриса телевидения                         | «Сильное лекарство» | Номинация |
| 2005 | NAMIC Vision Awards | Лучшее драматическое исполнение                    | «Сильное лекарство» | Номинация |
| 2006 | Imagen Award        | Лучшая актриса телевидения                         | «Сильное лекарство» | Номинация |
| 2006 | Prism Awards        | Лучшее исполнение в эпизоде драматического сериала | «Сильное лекарство» | Номинация |